# Julian Melchiori
Julian Melchiori, född 6 december 1991, är en kanadensisk professionell ishockeyspelare som är kontrakterad till NHL-organisationen Florida Panthers och spelar för deras primära samarbetspartner Springfield Thunderbirds i AHL. 
Han har tidigare spelat på NHL-nivå för Winnipeg Jets och på lägre nivåer för Manitoba Moose och St. John's IceCaps i AHL och Kitchener Rangers och Oshawa Generals i OHL.
Melchiori draftades i tredje rundan i 2010 års draft av Atlanta Thrashers som 87:e spelare totalt.

## Statistik
| 2007–2008  | Toronto Marlboros Midget AAA | GTHL       | 43  | 2  | 13 | 15 | 36  | —  | — | — | —  | —  |
| 2008–2009  | Newmarket Hurricanes         | OJHL       | 48  | 2  | 20 | 22 | 34  | 9  | 1 | 2 | 3  | 14 |
| 2009–2010  | Newmarket Hurricanes         | CCHL       | 39  | 7  | 16 | 23 | 16  | 19 | 2 | 9 | 11 | 10 |
| 2010–2011  | Kitchener Rangers            | OHL        | 63  | 1  | 18 | 19 | 55  | 3  | 0 | 0 | 0  | 0  |
| 2011–2012  | Kitchener Rangers            | OHL        | 35  | 2  | 17 | 19 | 42  | —  | — | — | —  | —  |
|            | Oshawa Generals              | OHL        | 26  | 0  | 17 | 17 | 22  | 6  | 2 | 1 | 3  | 2  |
|            | St. John's IceCaps           | AHL        | 1   | 0  | 0  | 0  | 0   | —  | — | — | —  | —  |
| 2012–2013  | St. John's IceCaps           | AHL        | 52  | 1  | 7  | 8  | 39  | —  | — | — | —  | —  |
| 2013–2014  | Winnipeg Jets                | NHL        | 1   | 0  | 0  | 0  | 0   | —  | — | — | —  | —  |
|            | St. John's IceCaps           | AHL        | 50  | 1  | 10 | 11 | 32  | —  | — | — | —  | —  |
| 2014–2015  | St. John's IceCaps           | AHL        | 70  | 1  | 5  | 6  | 54  | —  | — | — | —  | —  |
| 2015–2016  | Winnipeg Jets                | NHL        | 11  | 0  | 0  | 0  | 0   | —  | — | — | —  | —  |
|            | Manitoba Moose               | AHL        | 62  | 3  | 4  | 7  | 46  | —  | — | — | —  | —  |
| 2016–2017  | Winnipeg Jets                | NHL        | 18  | 0  | 2  | 2  | 8   | —  | — | — | —  | —  |
|            | Manitoba Moose               | AHL        | 40  | 2  | 6  | 8  | 18  | —  | — | — | —  | —  |
| 2017–2018  | Manitoba Moose               | AHL        | 49  | 4  | 10 | 14 | 15  | 7  | 2 | 4 | 6  | 0  |
| 2018–2019  | Springfield Thunderbirds     | AHL        | —   | —  | —  | —  | —   | —  | — | — | —  | —  |
| NHL totalt | NHL totalt                   | NHL totalt | 30  | 0  | 2  | 2  | 8   | —  | — | — | —  | —  |
| AHL totalt | AHL totalt                   | AHL totalt | 324 | 12 | 42 | 54 | 204 | 7  | 2 | 4 | 6  | 0  |
| OHL totalt | OHL totalt                   | OHL totalt | 124 | 3  | 52 | 55 | 119 | 9  | 2 | 1 | 3  | 2  |